# HEAG-Baureihe ST12

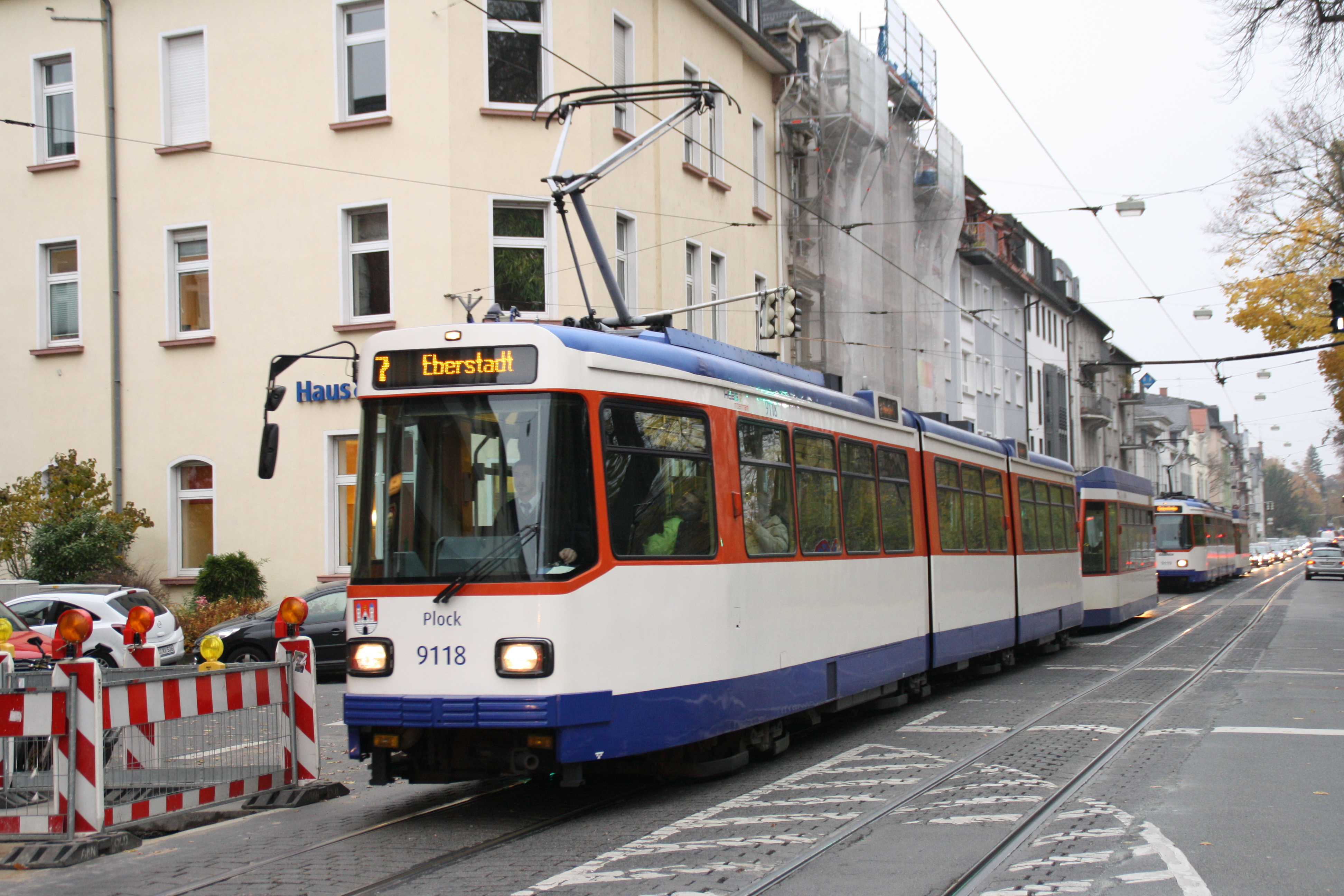
Türlose Seite des Wagens 9118

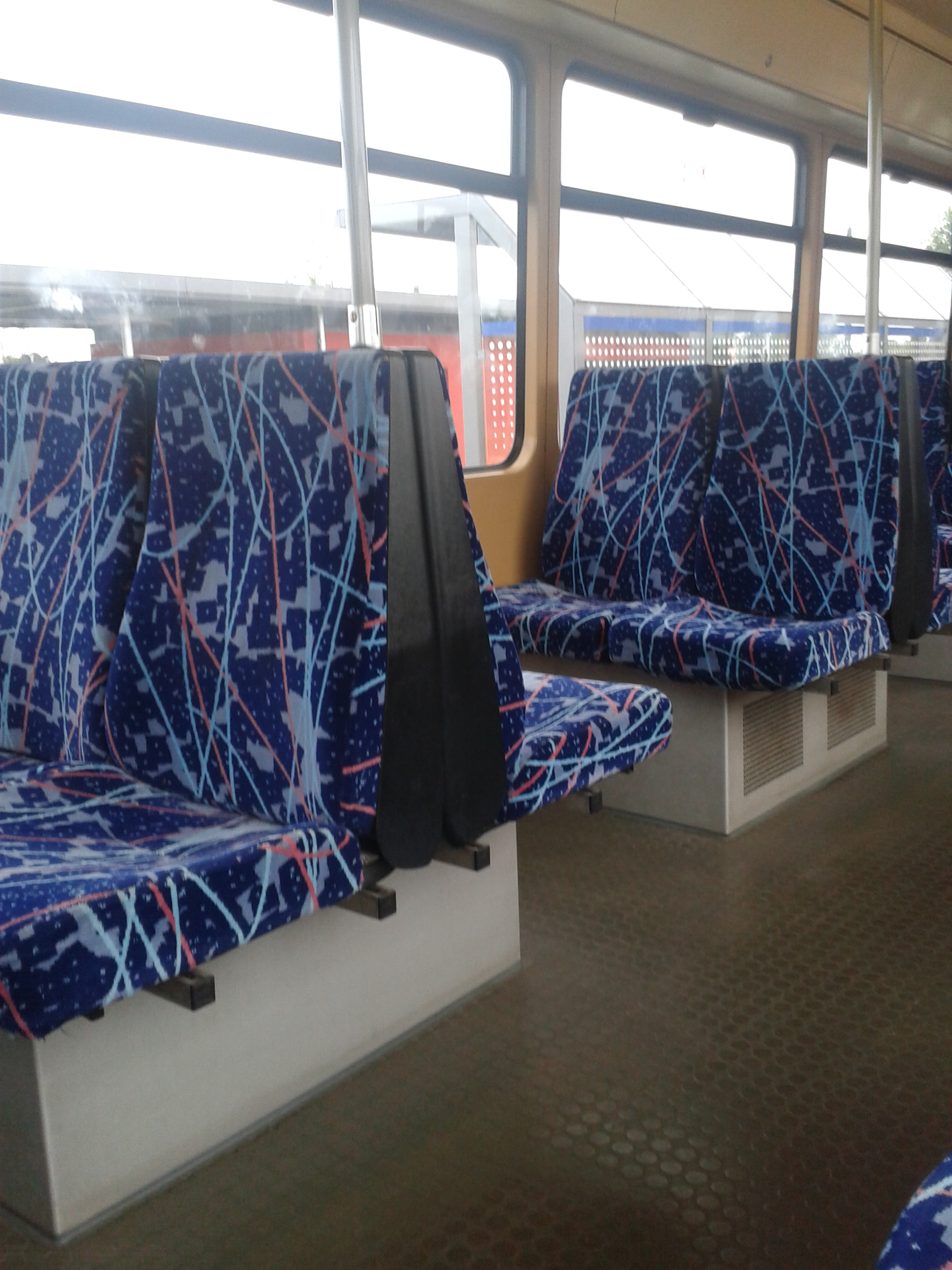
Innenraum eines ST12

ST12 ist eine Serie der Darmstädter Straßenbahn. Das Kürzel steht für Straßenbahn-Triebwagen der 12. Serie. Insgesamt besitzt die HEAG zehn dieser achtachsigen Gelenkwagen, sie tragen die Betriebsnummern 9115–9124. Die Fahrzeuge besitzen die Geamatic-C-Steuerung, erstmals musste der Sollwertgeber während der Fahrt gedrückt bleiben. Die hochflurigen ST12 sind weitgehend baugleich mit den mittlerweile vollständig ausgemusterten Vorgängerbaureihen ST10 und ST11, wenngleich erstere Sechsachser waren. Die ST12 sind heute die letzten hochflurigen Wagen in Darmstadt. Hersteller waren Waggon Union und AEG. Alle Fahrzeuge sind Einrichtungsfahrzeuge. Die ST12 wurden von Rollband- auf LED-Anzeigen umgerüstet.
Der ST12 basiert wie seine beiden Vorgängerbaureihen auf den 1975 beschafften Wagen 22–25 der Albtal-Verkehrs-Gesellschaft aus Karlsruhe, die jedoch eine elektrische Ausrüstung von BBC hatten.
2020 gab die HEAG bekannt, dass die Fahrzeuge durch die Neubeschaffung der Bauart ST15 ersetzt werden sollen.
Im März 2024 wurden die Wagen 9118, 9119 und 9123 nach langer Standzeit ausgeschlachtet und anschließend zur Verschrottung übergeben. Durch die gewonnenen Ersatzteile können die in Darmstadt verbliebenen Wagen auch weiterhin zuverlässig im Einsatz bleiben.
9120 wird als Fahrschulwagen eingesetzt.

## Aufbau und Ausstattung
Der ST12 ist 27 Meter lang und besteht aus drei Fahrzeugmodulen, wobei sich unter dem ersten und dem letzten jeweils ein doppelachsiges Triebdrehgestell und unter dem ersten und zweiten Gelenk zwei doppelachsige Jakobsdrehgestelle als Laufdrehgestelle befinden. Die Gesamtantriebsleistung beträgt 2 ×197 Kilowatt, die Motoren sind luftgekühlt. Alle fünf Türen sind Doppelaußenschwenktüren und besitzen eine hydraulisch ausfahrbare Trittstufe für Haltestellen ohne Hochbahnsteig. Jeder Wagen hat 64 Sitz- und 178 Stehplätze, insgesamt können somit 242 Personen befördert werden. Die Haltestangen sind in allen Fahrzeugen grau lackiert. Alle Fahrzeuge besaßen an der zweiten Tür einen Fahrkartenautomaten, wodurch ein Sitzplatz entfiel. Seit dem 1. Januar 2015 sind diese außer Betrieb und ausgebaut, der entfallene Sitzplatz wurde bei keinem der Fahrzeuge wieder eingebaut.

## Einsatz
Die ST12 sind planmäßig auf allen Linien außer der Linie 3 im Einsatz. Auf der Linie 1 überwiegend nur als Verstärker im Berufsverkehr. Sie kommen im Mischverkehr mit den Baureihen ST13 und ST14 zum Einsatz. Auf der Linie 2 verkehren die Triebwagen durch den Verbund mit der Linie 3 ebenfalls nicht, ausgenommen davon sind ein- und ausrückende Kurse anderer Linien.
Nachdem 1994 die niederflurigen Beiwagen des Typs SB9 angeliefert wurden, kommen die ST12 meistens mit einem solchen zum Einsatz. Dadurch kann trotz hochflurigem Triebwagen ein Niederflurbereich angeboten werden. Daher durften die ST12 nach 1994 planmäßig nicht mehr auf den Linien 1 oder 3 zum Einsatz kommen, da diese meist ohne Beiwagen betrieben werden, bzw. auf der Linie 3 – bedingt durch die begrenzte Haltestellenlänge – maximal dreiteilige Straßenbahnzüge zum Einsatz kommen können. Dennoch kommen die ST12 ausnahmsweise auch solo zum Einsatz.

## Namensgebung
Fast alle ST12 wurden nach den Darmstädter Partnerstädten benannt:
- 9115 Bursa
- 9116 Graz
- 9117 Trondheim
- 9118 Płock (verschrottet)
- 9119 Saanen (verschrottet)
- 9120 Szeged
- 9121 Freiberg
- 9122 Brescia
- 9123 Gyönk (verschrottet)